# Велиев, Губад Багадур оглы
Губад Багадур оглы Велиев (азерб. Qubad Bahadur oğlu Vəliyev; дата рождения неизвестна) — советский азербайджанский механизатор, лауреат премии Ленинского комсомола (1982).

## Биография
Родился в семье Героя Социалистического Труда Багадура Велиева в Чуйском районе Джамбульской области Казахской ССР.
В 1963 году вместе с семьёй вернулся на историческую родину, переехал в село Семёновка Имишлинского района Азербайджанской ССР (ныне село Кызылкенд). По окончании профессионально-технического училища начал трудовую деятельность механизатором в колхозе имени Ази Асланова Имишлинского района республики.
Достиг высоких результатов при выполнении планов по продаже сельскохозяйственной продукции одиннадцатой пятилетки (1981—1985). В 1981 году собрал хлопкоуборочным комбайном 503 тонны, а в 1982 году — 510 тонн хлопка вместо плановых 300. За показанные высокие показатели производительности труда в социалистическом соревновании первого года одиннадцатой пятилетки в 1982 году удостоен премии Ленинского комсомола, а в 1982 году первым получил учреждённую ЦК ЛКСМ Азербайджана премию «лучшему молодому водителю-механику».
Активно участвовал в общественно-политической жизни района и республики, состоял в КПСС, выдвинут делегатом на XXX съезд Компартии Азербайджана (1981).